# Muzeum Józefa Ignacego Kraszewskiego w Romanowie
Muzeum Józefa Ignacego Kraszewskiego w Romanowie – Romanów, miejscowość znana głównie z muzeum Józefa Ignacego Kraszewskiego. Mimo że pisarz urodził się w Warszawie, to tu spędził wiele lat dzieciństwa. Romanów leży koło miejscowości Wisznice między miastami Białą Podlaską a Włodawą.
W XVI w. Romanów i okoliczne dobra należały do Sanguszków. Około 1640 roku książę Roman Sanguszko, hetman polny litewski zbudował tu swoją posiadłość – mały zameczek myśliwski, jako że okolica obfitowała w lasy. Przez małżeństwo jego wnuczki Anny Radzimińskiej z wojewodą bełskim Rafałem Leszczyńskim w 1620 roku, włości te stały się własnością Leszczyńskich, a później Sapiehów, do których Romanów należał przez cały XVIII wiek. Teofila Sapieha i jej syn Aleksander, późniejszy szambelan i adiutant Napoleona, sprzedali w roku 1801 dobra romanowskie o powierzchni 2500 ha Błażejowi i Annie Malskim. W starym, siedemnastowiecznym parku, na miejscu drewnianego domu myśliwskiego wznieśli w latach 1806–1811 klasycystyczny, murowany parterowy dwór z gankiem od frontu. Ich córka Zofia poślubiła Jana Kraszewskiego i 1846 roku zostali właścicielami majątku Romanów. Owocem tego związku był Józef Ignacy Kraszewski, urodzony w Warszawie w 1812 roku.
Dzieciństwo spędził w Romanowie w domu dziadków, a później jako uczeń szkoły bialskiej często przyjeżdżał tu na wakacje. W 1846 dobra romanowskie przeszły w ręce rodziców pisarza, a po śmierci Jana Kraszewskiego w 1864 r. odziedziczył je jego najmłodszy syn, brat Józefa Ignacego, Kajetan Kraszewski, malarz, rzeźbiarz, literat, muzyk i astronom oraz kolekcjoner antyków. Zgromadził on w tutejszym dworze bogaty księgozbiór, liczący około 10 tys. tomów, w tym liczne starodruki i rękopisy, bardzo ciekawą kolekcję historycznych portretów polskich z XVI-XVIII w., zbiór broni i innych pamiątek historycznych. W zbiorach romanowskich znajdował się niemal komplet wszystkich ówczesnych wydań dzieł J.I. Kraszewskiego oraz kilkanaście namalowanych przez niego obrazów. A oto jak sam pisarz opisuje rezydencję swojego brata: „Na rozległej płaszczyźnie ciągnącej się ponad Bugiem, w Podlasiu dawnym, jest majętność zwana Romanowem. Piękne to miejsce o tyle, ile bez biegnącej wody i gór może być kraj jaki pięknym. Zdobią okolice i osadę samą lasy starych bardzo drzew, jedna z najcenniejszych ozdób, bo jej za żadne pieniądze dostać nie można (...). Na małym wzgórku wznosi się nowy, murowany dom mieszkalny, poważny, milczący, przed któren zajeżdża się okrążając dziedziniec otoczony zewsząd drzewy, zamknięty z jednej strony długimi, drewnianymi oficynami z drugiej strony odpowiadającymi im stajniami. Dookoła tych zabudowań i obszernego, cienistego ogrodu ciągną się kanały, otoczone olszami starymi, a każda prawie z nich nosi na sobie gniazdo bocianie. Od ganku wychodzącego na ogród, wzdłuż przezeń idzie ulica z ogromnych starych jodeł posępnie zawsze szumiących. Po bokach ciągną się szpalery z lip i grabów, a przestrzenie między nimi znajdują się rozrzucone tam i sam grusze, wieczne odwieczne kasztany i lipy.”
Kajetan Kraszewski był człowiekiem z bardzo szerokimi zainteresowaniami. Zorganizował on w romanowskim dworze obserwatorium astronomiczne z wyposażeniem sprowadzonym z Monachium, Berlina, Wiednia i Paryża, a w samym majątku wprowadził nowoczesną gospodarkę rolną, zakupił maszyny rolnicze, założył ogrody, ananasarnię i oranżerię. Po jego śmierci Romanów stał się własnością syna, Bogusława Kraszewskiego, który kontynuował kolekcjonerską działalność ojca. Kolejny właściciel, Krzysztof Kraszewski nie doczekał się męskiego potomka i w 1913 roku podarował księgozbiór Bibliotece im. H. Łopacińskiego w Lublinie, rękopisy – Bibliotece Jagiellońskiej, a wszystkie przyrządy astronomiczne zapisał w testamencie Towarzystwu Naukowemu Warszawskiemu. Zmarł w 1914 r., a majątek stał się własnością jego córek, Marii i Pauliny, pozostając w ich rękach do 1945 roku. Paulina wraz z mężem Janem Rościszewskim byli ostatnimi właścicielami dóbr. Sprzedawszy majątek, wyjechali oni z Romanowa w czerwcu 1939 roku. Wystawiony także na sprzedaż dwór opustoszał. W 1943 roku grupa partyzantów złożona ze zbiegłych z niewoli niemieckiej jeńców radzieckich podpaliła dwór, by nie dopuścić do osadzenie tu posterunku żandarmerii.
Losy niszczejącego przez lata zabytku odmieniła uchwała Wojewódzkiej Rady Narodowej w Lublinie z dnia 23 grudnia 1958 roku, powołująca Muzeum Józefa Ignacego Kraszewskiego w Romanowie. Odbudowując dwór po pożarze w 1858 r. Kraszewscy powiększyli go przez dodanie piętra. Dawny ganek zastąpiono portykiem czterema kolumnami toskańskimi wspierającymi balkon z kamienną balustradą. Na frontowym szczycie umieszczono kartusz z herbem Kraszewskich – Jastrzębiec. Dwór palił się jeszcze dwukrotne w 1914 i 1943 r. Po ostatniej wojnie odrestaurowano go w latach 1959–1962 i z inicjatywy nieżyjącego już włodawskiego nauczyciela Wacława Czecha zorganizowano w nim muzeum biograficzne Józefa Ignacego Kraszewskiego. Dwór odbudowano w kształcie, jaki nadał mu Kajetan i 28 lipca 1962 roku, w sto pięćdziesiątą rocznicę urodzin autora Starej baśni muzeum otwarto.
Dwór romanowski zbudowany przez Malskich na początku XIX wieku, postawiono na piwnicach starszego budynku, być może dworu Sapiehów. Była to początkowo budowla parterowa, murowana, z okazałym gankiem. Mieszczące muzeum wnętrza mają układ symetryczny, z dużą kwadratową sienią od strony podjazdu i prostokątnym salonem od strony ogrodu, gdzie znajduje się również taras. Dwór otacza XVIII-wieczny park o charakterze regularnego ogrodu włoskiego. Ma on kształt prostokąta i niegdyś obwiedziony był kanałem, dziś wyschniętym. Zachowała się aleja świerkowa i szpalery grabowe oraz przerzedzony drzewostan z ponad stuletnimi wiązami, robiniami akacjowymi, jesionami i lipami. Do parku wiedzie neogotycka brama z połowy XIX w., z półkolistą basztą o wąskich okienkach po jednej stronie i zwieńczonym krenelażem słupem, na którym zawieszono kratę bramną. Przy bramie leżą dwa duże kamienie. Godnym uwagi obiektem jest znajdująca się na obrzeżu parku klasycystyczna kaplica św. Anny z początku XIX w., ufundowana przez Konstancję z Grochowskich Nowowiejską (matkę Anny, żony Błażeja Malskiego, czyli prababkę sławnego pisarza). W późniejszym okresie kaplicę zamieniono na mauzoleum rodziny Kraszewskich. Jest to budowla na rzucie koła, z apsydą, dwoma ryzalitami, portykiem kolumnowym oraz dachem w kształcie kopuły. W ściany kaplicy wmurowano sześć ozdobionych herbami epitafiów dziedziców Romanowa i członków ich rodzin: Wojciecha Nowowiejskiego (męża fundatorki), Jana Kraszewskiego, jego żony Zofii z Malskich, Kajetana Kraszewskiego, jego żony Marii z Rulikowskich oraz Krzysztofa Kraszewskiego.

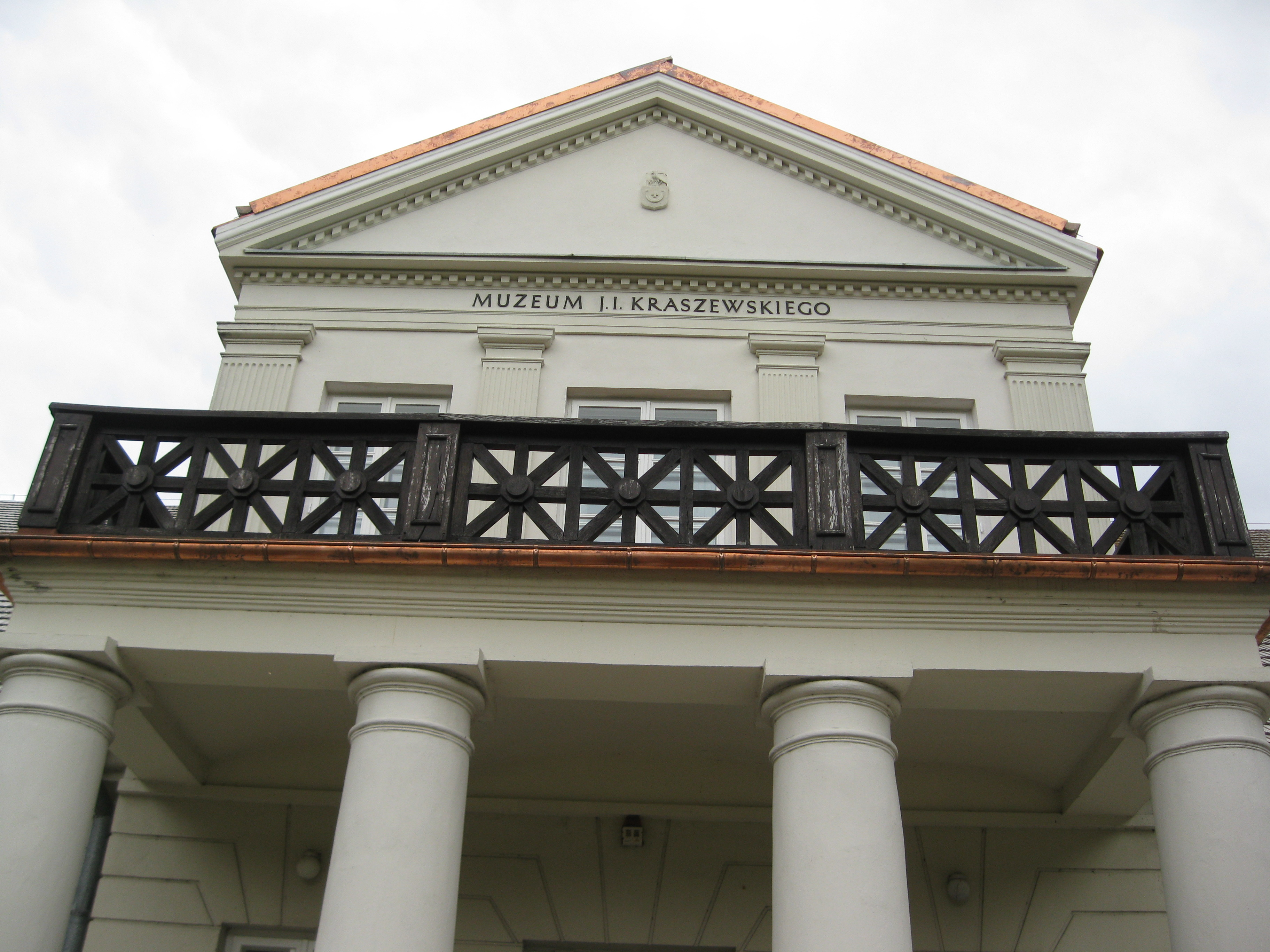
Szczyt z herbem Jastrzębiec
Herb Jastrzębiec
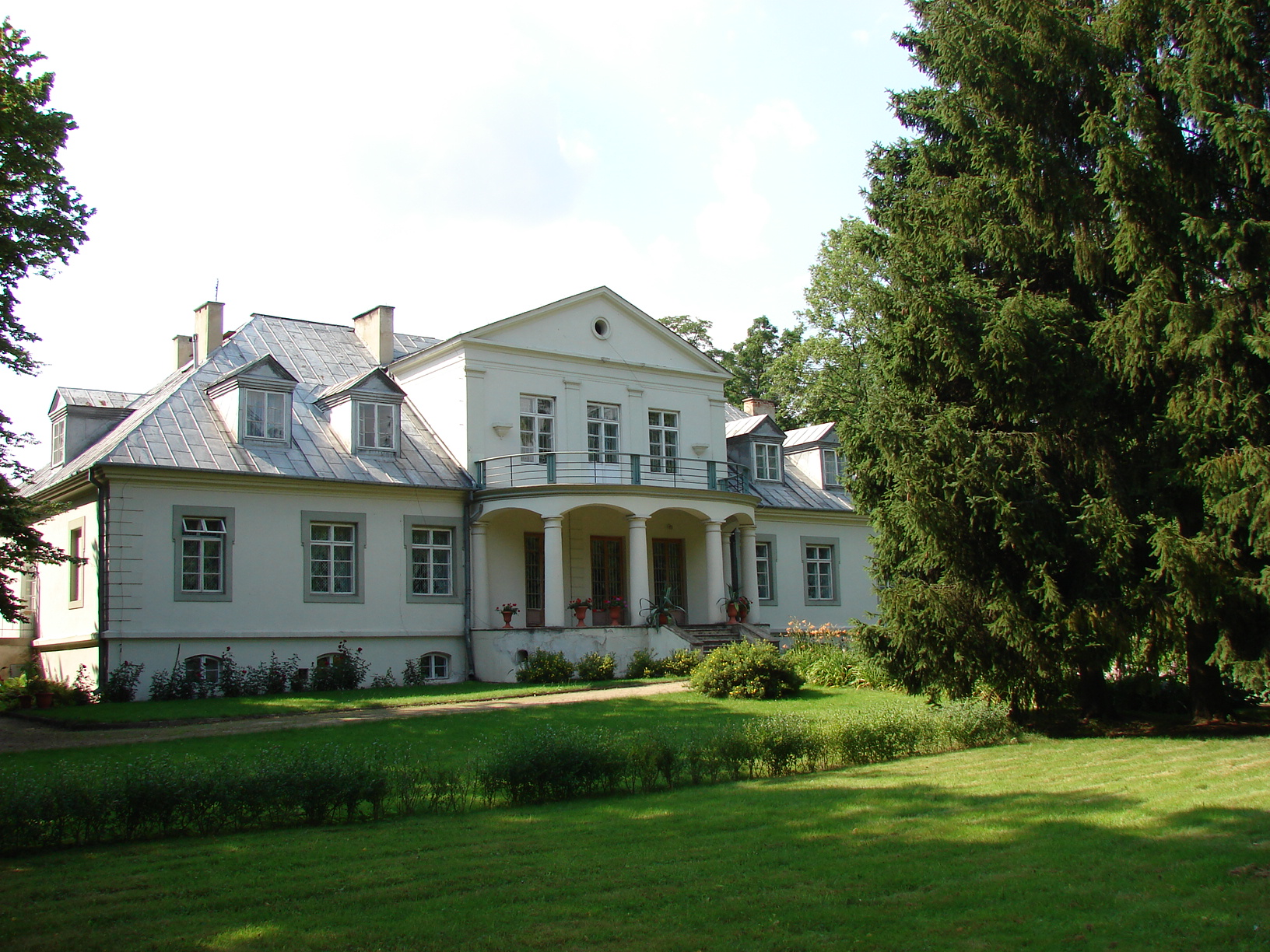